# Рајан Кеци
Рајан Кеци (енгл. Ryan Coetzee; Јоханезбург, 12. август 1995) јужноафрички је пливач чија специјалност су спринтерске трке делфин стилом.

## Спортска каријера
Успешан дебитантски наступ на међународној сцени Кеци је имао 2013. на светском јуниорском првенству у Дубаију где је успео да се пласира у финала обе појединачне спринтерске трке делфин стилом (два седма места), док је као члан штафете на 4×100 мешовито освојио бронзану медаљу. Годину дана касније започиње са такмичењима у сениорској конкуренцији такмичећи се на Панпацифичком првенству у Гоулд Коусту, а потом одлази на студије у Сједињене Државе, те наредне четири године наступа за пливачки тим Универзитета Тенеси.
На међународну сцену се враћа 2018. за Игре Комонвелта где осваја и прву сениорску медаљу у каријери, бронзу у трци на 50 метара делфин стилом, а у децембру исте године по први пут наступа и на светском првенству у малим базенима.
На светским првенствима у великим базенима дебитовао је у корејском Квангџуу 2019. где се такмичио у пет дисциплина — 50 и 100 делфин (36. и 30. место у квалификацијама), мушка штафета 4×100 мешовито (15) и микс штафете 4×100 слободно (17) и 4×100 мешовито (23. место).
На Афричким играма 2019. у Рабату остварио је највећи успех у дотадашњој каријери освојивши укупно 4 медаље, од чега три златне (100 делфин, 4×100 мешовито и 4×100 слободно).